# Новий Ґарваж
Новий Ґарваж (пол. Nowy Garwarz) — село в Польщі, у гміні Гліноєцьк Цехановського повіту Мазовецького воєводства.
Населення — 139 осіб (2011).
У 1975-1998 роках село належало до Цехановського воєводства.

## Демографія
Демографічна структура станом на 31 березня 2011 року:
|          | Загалом | Допрацездатний вік | Працездатний вік | Постпрацездатний вік |
| -------- | ------- | ------------------ | ---------------- | -------------------- |
| Чоловіки | 71      | 9                  | 53               | 9                    |
| Жінки    | 68      | 11                 | 35               | 22                   |
| Разом    | 139     | 20                 | 88               | 31                   |